# シャロン・ストーン
シャロン・ストーン（Sharon Stone, 1958年3月10日 - ）は、アメリカ合衆国の女優。

## プロフィール

### 来歴
ペンシルベニア州出身のアイルランド系。子供の頃IQが154と非常に高かったことも有名。
飛び級により15歳で高校に進学した年に奨学金を得て州立エディンボロ大学演劇科に進むが中退。その後ミス・ペンシルベニアコンテストで優勝。ニューヨークでフォード社のファッションモデルで成功を収め、念願の映画デビューを果たす。
1980年にウディ・アレンの作品『スターダスト・メモリー』で映画デビュー。以降B級作品で活躍していたが、1990年の『トータル・リコール』でアーノルド・シュワルツェネッガーの相手役で注目された。
さらに1992年、同ポール・バーホーベン監督の『氷の微笑』では、セクシーでミステリアスな小説家を演じ、一躍世界的なセックスシンボルに躍り出た。取調室で足を組みかえるシーンは、数多くのパロディ作品に出てくる。
同年、日本では銀座ジュエリーマキ、1995年にはヴァーナルのCMキャラクターに起用されていた。
1996年の第53回ゴールデングローブ賞のドラマ部門において、映画『カジノ』で、主演女優賞を受賞。
2004年の第56回エミー賞（The 56th Primetime Emmy Awards）のドラマ・シリーズ部門において、『ザ・プラクティス ボストン弁護士ファイル』で、ゲスト女優賞を受賞。
2021年、回想録”The Beauty of Living Twice”を出版し、ニューヨーク・タイムズ・ベストセラーとなった。

### 私生活
作品でヌードや性行為を何度も演じることがあったが本人は身持ちが固く、実際には性的なことには真剣かつ慎重に考えるタイプであり、本人としては乗り気ではなかった。
助監督と1984年に結婚するが1987年に離婚。その後ジャーナリストと1998年に結婚するも2004年に離婚。3人の養子（全て男子）がいる。2008年には長男ローアンの親権裁判で敗訴している。
映画『トータル・リコール』(1990)の公開から間もないとき、ロサンゼルスのサンセット大通りで事故にあった。彼女は事故後すぐに家に帰り、脳震盪を起こしていたことには気づいていなかった。目が覚めたときには完全に麻痺状態にあり、三日間もの間床の上に横たわり泣くしかなかった。最終的に彼女が病院に行けたとき、その脳震盪は肩と顎の骨の脱臼と複数の肋骨の骨折、三つの椎間板の圧迫によるものだと診察された。
2001年に脳卒中で倒れ脳出血が9日間続き、回復に7年を要した。助かる見込みは1％しかなかったと当時を振り返っている。
また2020年には、自宅のキッチンで落雷を受けて吹き飛ばされ一時気を失い、母親が車で病院に連れていったが命に別状はなかった。
長い間、メンサの会員であるとの噂があったが、IQの高い人々のためのいかなる団体にも属したことがないと2002年に語っている。
2019年、登録していた出会い系アプリにて、複数のユーザーから偽物と判断されてアカウントが停止される出来事があった。後日、ストーンのファンらが運営会社に掛け合い、アカウントの停止処分は解除されている。

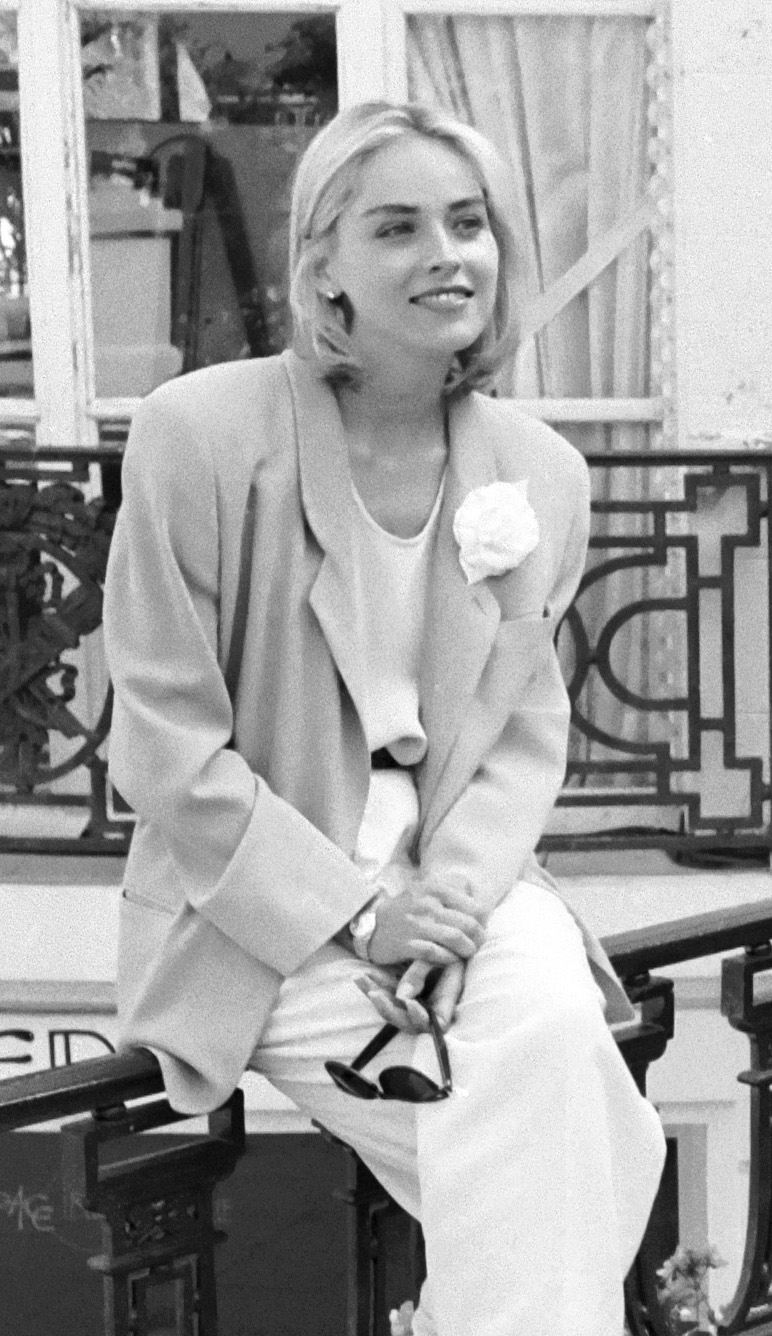
シャロン・ストーン（1991年）

### チャリティ
悪役や気の強い女性を演じることが多いが本人は慈善実業家としてチャリティなどにも熱心であることでも知られる。エイズ治療研究を支持したり 、同性愛者に対する権利運動に参加している。2005年スイスで行われた世界経済フォーラムのダボス会議において、蚊帳がないためにマラリアで命を落としている毎月15万人の子供についての報告をうけて、自ら1万ドルの寄付を宣言し、30人以上のビジネスリーダーから総額100万ドルの寄付金を集め、コンテナ12個分の蚊帳をタンザニアに送った。
2009年11月20日、東京で、イタリアのジュエリーブランド「ダミアーニ」と共同で手掛けるチャリティ・プロジェクト「シャロン・ストーン フォー ダミアーニ（Sharon Stone for DAMIANI）」に関して、記者会見を行った。彼女は、米国エイズ研究財団（American Foundation for AIDS Research、amfAR）のグローバルアンバサダーを務めており、アフリカにきれいな水を供給することが目的である。
二人の娘を交通事故とエイズで失った老夫婦の「孫がいなくて寂しい」との声を聞き、その夫婦と養孫縁組をし、正式に自分の祖父母とした。

## 四川大地震に関する発言
2008年5月25日、第61回カンヌ国際映画祭のレッドカーペットで、香港のテレビ局エンターテインメント・ニュースの取材に対して、多くの批判を受ける発言を行った。それは、中国で起きた四川大地震について尋ねられた際の彼女の以下のような評論だった。
| 「 | 中国のチベット人に対する態度は好ましく思っていません。他者に対し思いやりを持てない中国の対応に憂慮しています。なにかよくないことをしたとき、悪いことが起きたっていうことあるでしょ?地震が起きたとき、これはカルマかもしれない、って思いました。私は、チベット政府から、四川大地震に対する支援を表明する手紙を受け取っています。 その手紙は私を泣かせました。たとえ誰かが不親切であったとしても、人のために尽くさなければならないこと、常に謙虚に学ばなければならないことを教えられました。 | 」 |

この発言により、香港及び中国国内で非難が噴出し、インターネット上ではストーンの出演映画や中国向けの広告塔を務めているクリスチャン・ディオールの不買運動呼びかけの書き込みがなされた。29日に謝罪声明を出したが、クリスチャン・ディオールは中国向けの広告中止を決定した。なお、四川はチベット族が多く住む地域でもある。

## 著書
・The Beauty of Living Twice (2021年) ISBN 9780525656760

## 主な出演作品

### 映画
| 年   | 題名                                                                                       | 役名                       | 備考                                                                                      | 吹替 |
| ---- | ------------------------------------------------------------------------------------------ | -------------------------- | ----------------------------------------------------------------------------------------- | --- |
| 1980 | スターダスト・メモリー Stardust Memories                                                   | 電車の中の女性             |                                                                                           | TBA |
| 1981 | 愛と哀しみのボレロ Les Uns et les autres                                                   |                            | クレジットなし                                                                            | TBA |
| 1981 | インキュバス 死霊の祝福 Deadly Blessing                                                    | ラナ                       |                                                                                           | （吹き替え版なし）                                                                                                   |
| 1984 | ペーパー・ファミリー Irreconcilable Differences                                            | ブレイク・チャンドラー     |                                                                                           | |
| 1984 | ミッドナイト・ギャンブラー/危険な賭け The Vegas Strip War                                  | サラ・シップマン           | テレビ映画                                                                                | （吹き替え版なし）                                                                                                   |
| 1984 | カレンダーガール殺人事件 Calendar Girl Murders                                             | キャシー・バスコム         | テレビ映画 ビデオタイトル『魔性の女』                                                     | 土井美加（テレビ朝日版）                                                                                             |
| 1985 | ロマンシング・アドベンチャー/キング・ソロモンの秘宝 King Solomon's Mines                   | ジェシー・ヒューストン     |                                                                                           | 土井美加（テレビ朝日版） 岡本麻弥（テレビ東京版）                                                                    |
| 1986 | キング・ソロモンの秘宝2/幻の黄金都市を求めて Allan Quatermain and the Lost City of Gold    |                            | ジェシー・ヒューストン                                                                    | 勝生真沙子（フジテレビ版） 土井美加（テレビ朝日版）                                                                  |
| 1987 | ポリスアカデミー4 市民パトロール Police Academy 4: Citizens on Patrol                      | クレア・マットソン         |                                                                                           | 一柳みる |
| 1987 | ロス市警特捜刑事/惨劇のX'masイヴ Cold Steel                                                | キャシー・コナーズ         | 土井美加                                                                                  | |
| 1988 | アクション・ジャクソン/大都会最前線 Action Jackson                                         | パトリス                   | さとうあい                                                                                | |
| 1988 | 刑事ニコ/法の死角 Above the Law                                                            | サラ・トスカーニ           | 高島雅羅（ソフト版） 弘中くみ子（TBS版） 土井美加（テレビ朝日版）                         | |
| 1988 | 恋は運命とともに Tears in the Rain                                                         | キャシー・カントレル       | テレビ映画                                                                                | 小山茉美 |
| 1989 | 宇宙への選択 Beyond the Stars                                                              | ローリー・マッコール       |                                                                                           | |
| 1989 | 血と砂 Sangre y arena                                                                      | ドニャ・ソル               | 高島雅羅                                                                                  | |
| 1990 | トータル・リコール Total Recall                                                            | ロリ                       | 高島雅羅（ソフト版） 小山茉美（テレビ朝日版） 榊原良子（機内上映版1） TBA （機内上映版2） | |
| 1991 | ヒー・セッド、シー・セッド/彼の言い分、彼女の言い分 He Said, She Said                      | リンダ                     | 小山茉美                                                                                  | |
| 1991 | シザーズ/氷の誘惑 Scissors                                                                 | アンジー・アンダーソン     | 高島雅羅                                                                                  | |
| 1991 | イヤー・オブ・ザ・ガン Year of the Gun                                                     | アリソン・キング           | 勝生真沙子                                                                                | |
| 1991 | 錆びついた銃弾 Diary of a Hitman                                                           | キキ                       |                                                                                           | |
| 1991 | 犬の眠る場所 Where Sleeping Dogs Lie                                                       | セレナ・ブラック           |                                                                                           | |
| 1992 | 氷の微笑 Basic Instinct                                                                    | キャサリン・トラメル       | ゴールデングローブ賞 主演女優賞（ドラマ部門） ノミネート                                  | 田島令子（ソフト版1） 勝生真沙子（ソフト版2） 吉田理保子（フジテレビ版） 島本須美（日本テレビ版） TBA （機内上映版） |
| 1993 | 硝子の塔 Sliver                                                                            | カーリー・ノリス           |                                                                                           | 勝生真沙子（ソフト版） 深見梨加（テレビ朝日版）                                                                      |
| 1993 | ラスト・アクション・ヒーロー Last Action Hero                                              | キャサリン・トラメル       | 『氷の微笑』のキャサリン・トラメル役で一種のカメオ出演                                    | （台詞なし） |
| 1994 | わかれ路 Intersection                                                                      | サリー・イーストマン       | ラジー賞ワースト主演女優賞 受賞                                                           | 勝生真沙子 |
| 1994 | スペシャリスト The Specialist                                                              | メイ・ムンロー             |                                                                                           | 小山茉美（ソフト版、テレビ朝日版）                                                                                   |
| 1995 | クイック&デッド The Quick and the Dead                                                     | エレン                     | 塩田朋子（ソフト版） 勝生真沙子（テレビ朝日版）                                           | |
| 1995 | カジノ Casino                                                                              | ジンジャー・マッケンナ     | ゴールデングローブ賞 主演女優賞（ドラマ部門） 受賞                                        | 勝生真沙子 |
| 1996 | 悪魔のような女 Diabolique                                                                  | ニコル                     |                                                                                           | 塩田朋子 |
| 1996 | ラストダンス Last Dance                                                                    | シンディ                   | 杉村理加                                                                                  | |
| 1998 | スフィア Sphere                                                                            | エリザベス・ハルペリン博士 | 高島雅羅                                                                                  | |
| 1998 | マイ・フレンド・メモリー The Mighty                                                        | グエン・ディロン           | ゴールデングローブ賞 助演女優賞 ノミネート                                                | 塩田朋子 |
| 1998 | アンツ Antz                                                                                | プリンセス・バラ           | 声の出演                                                                                  | 勝生真沙子 |
| 1999 | グロリア Gloria                                                                            | グロリア                   |                                                                                           | 深見梨加 |
| 1999 | ハリウッド・ミューズ The Muse                                                              | サラ・リトル               | ゴールデングローブ賞 主演女優賞（ミュージカル・コメディ部門） ノミネート                  | 深見梨加 |
| 1999 | めめしいアヒルの子 The Sissy Duckling                                                      | -                          | ナレーション                                                                              | （吹き替え版なし）                                                                                                   |
| 1999 | 背信の行方 Simpatico                                                                       | ロージー                   |                                                                                           | 深見梨加 |
| 2000 | ウーマン ラブ ウーマン If These Walls Could Talk 2                                         | フラン                     | テレビ映画                                                                                | 深見梨加 |
| 2000 | ヴァージン・ハンド Picking Up the Pieces                                                   | キャンディ                 |                                                                                           | 山像かおり |
| 2000 | マイ・ビューティフル・ジョー Beautiful Joe                                                 | ハッシュ                   | 小山茉美                                                                                  | |
| 2002 | デブラ・ウィンガーを探して Searching for Debra Winger                                      | -                          | ドキュメンタリー                                                                          | 深見梨加 |
| 2003 | コールド・クリーク 過去を持つ家 Cold Creek Manor                                           | リーア・ティルソン         |                                                                                           | 高畑淳子 |
| 2004 | シャロン・ストーン in シークレット・スパイ A Different Loyalty                             | サリー                     | 勝生真沙子                                                                                | |
| 2004 | キャットウーマン Catwoman                                                                  | ローレル・ヘデア           | 深見梨加（ソフト版） 小山茉美（テレビ朝日版）                                             | |
| 2005 | ブロークン・フラワーズ Broken Flowers                                                      | ローラ                     | （吹き替え版なし）                                                                        | |
| 2006 | アルファ・ドッグ 破滅へのカウントダウン Alpha Dog                                          | オリヴィア                 | 土井美加                                                                                  | |
| 2006 | 氷の微笑2 Basic Instinct 2: Risk Addiction                                                 | キャサリン・トラメル       | ラジー賞ワースト主演女優賞 受賞                                                           | 勝生真沙子 |
| 2006 | ボビー Bobby                                                                               | ミリアム・エバース         |                                                                                           | 高島雅羅 |
| 2009 | シティ・オブ・ブラッド Streets of Blood                                                    | ニーナ                     | ビデオ作品                                                                                | 勝生真沙子 |
| 2011 | ラルゴ・ウィンチ -裏切りと陰謀- Largo Winch                                                | ダイアン・フランケン       |                                                                                           | 唐沢潤 |
| 2012 | ボーダー・ラン The Mule                                                                    | ソフィー                   | 兼製作総指揮                                                                              | 深見梨加 |
| 2013 | ラヴレース Lovelace                                                                        | ドロシー・ボアマン         |                                                                                           | 仲村かおり |
| 2013 | ジゴロ・イン・ニューヨーク Fading Gigolo                                                   | パーカー医師               | 五十嵐麗                                                                                  | |
| 2015 | アルティメット・サイクロン Life on the Line                                                | ダンカンの母               | 田村千恵                                                                                  | |
| 2016 | ニューヨーク、愛を探して Mothers and Daughters                                             | ニーナ                     | 唐沢潤                                                                                    | |
| 2017 | シャロン・ストーン 世界でいちばんのハッピーバースデイ A Little Something for Your Birthday | セナ                       |                                                                                           | |
| 2017 | ディザスター・アーティスト The Disaster Artist                                             | アイリス・バートン         | （吹き替え版なし）                                                                        | |
| 2019 | ザ・ランドロマット -パナマ文書流出- The Laundromat                                         | ハナ                       |                                                                                           | |
| 2021 | 幸せは、ここにある Here Today                                                              | 本人                       |                                                                                           | |
| 2025 | Nobody 2                                                                                   |                            |                                                                                           | |

### テレビシリーズ
| 年        | 題名                                                       | 役名                               | 備考                      |
| --------- | ---------------------------------------------------------- | ---------------------------------- | ------------------------- |
| 1984      | 私立探偵マグナム Magnum, P.I.                              | ダイアン / ディアドア・デュプリス  | 2エピソード               |
| 1988-1989 | 戦争と追憶 War and Remembrance                             | ジャニス・ヘンリー                 | ミニシリーズ              |
| 2003      | ザ・プラクティス ボストン弁護士ファイル The Practice       | シェイラ                           | 3エピソード               |
| 2005      | ウィル&グレイス Will & Grace                               | ジョージア・ケラー                 | 1エピソード               |
| 2006      | HUFF〜ドクターは中年症候群 Huff                            | Dauri Rathburn                     | 3エピソード               |
| 2010      | LAW & ORDER:性犯罪特捜班 Law & Order: Special Victims Unit | ジョー・マーロウ                   | 4エピソード               |
| 2015      | エージェントX Agent X                                      | ナタリー・K・マカビー （副大統領） | 9エピソード               |
| 2018      | モザイク〜誰がオリヴィア・レイクを殺したか Mosaic          | オリヴィア・レイク                 | 6エピソード               |
| 2020      | The New Pope                                               | 本人役                             | 第5話                     |
| 2020      | ラチェッド Ratched                                         | Lenore Osgood                      | Netflixオリジナルシリーズ |